# Falcuna libyssa
Falcuna libyssa är en fjärilsart som beskrevs av William Chapman Hewitson 1866. Falcuna libyssa ingår i släktet Falcuna och familjen juvelvingar. Inga underarter finns listade i Catalogue of Life.

## Bildgalleri

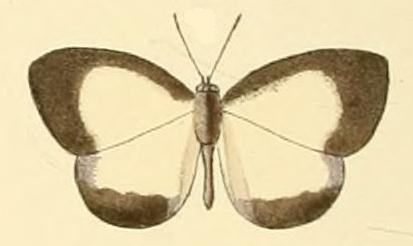
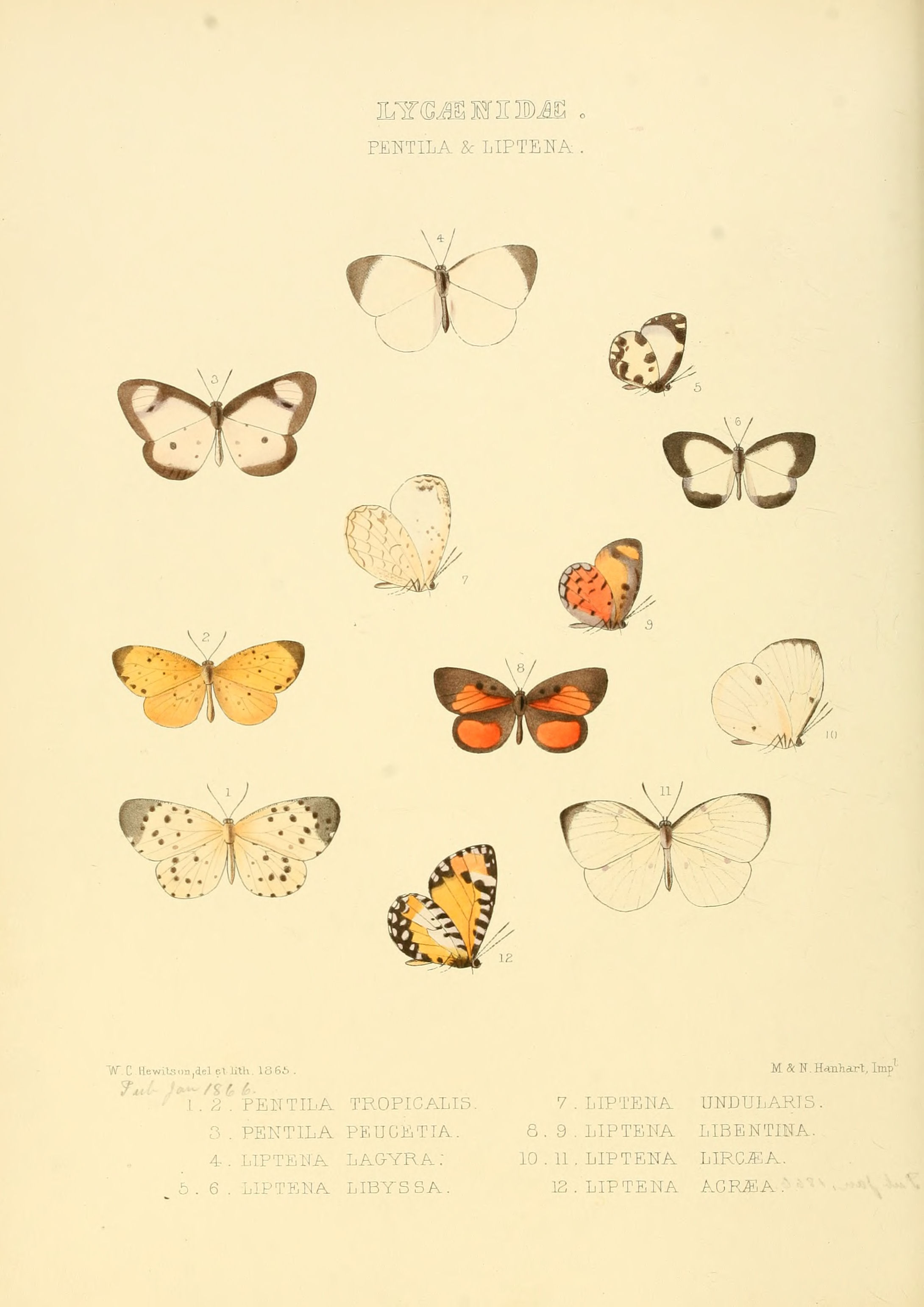